# Ange-Freddy Plumain
Ange-Freddy Plumain (París, Francia, 2 de marzo de 1995) es un futbolista de Francia que juega en la posición de extremo y que actualmente milita en el FC Rukh Lviv de la Liga Premier de Ucrania.

## Carrera

### Club
| Periodo   | Club                          |
| --------- | ----------------------------- |
| 2012-2013 | RC Lens II                    |
| 2012–2013 | RC Lens                       |
| 2013–2016 | Fulham FC                     |
| 2015–2016 | → Red Star FC (cedido)        |
| 2016–2017 | CS Sedan                      |
| 2017-2018 | US Quevilly-Rouen             |
| 2017-2018 | US Quevilly-Rouen II          |
| 2018-2019 | Hapoel Hadera FC              |
| 2019-2020 | Beitar Jerusalén              |
| 2020-2021 | Samsunspor                    |
| 2021      | → KVC Westerlo (cedido)       |
| 2022      | FC Rukh Lviv                  |
| 2022      | → Hapoel Tel Aviv FC (cedido) |
| 2022–2023 | Sektzia Ness Ziona FC         |
| 2023      | Bnei Sakhnin FC               |
| 2023–     | FC Rukh Lviv                  |

### Selección nacional
Plumain nació en Francia pero sus descendientes son de Isla de Guadalupe. A nivel de selecciones menores representó a Francia en las categorías sub-16 y sub-18. A nivel de selección mayor representa a Guadalupe desde 2022.